# جوش بارنت
جوش بارنت (بالإنجليزية: Josh Barnett)‏ هو مصارع محترف أمريكي، ولد في 10 نوفمبر 1977 في سياتل في الولايات المتحدة.

## وصلات خارجية
- الموقع الرسمي
- جوش بارنت على موقع يو إف سي (الإنجليزية)
- جوش بارنت على موقع بيلاتور (الإنجليزية)
- جوش بارنت على موقع شيردوغ (الإنجليزية)
- جوش بارنت على موقع Tapology.com (الإنجليزية)
- جوش بارنت على موقع CageMatch worker (الإنجليزية)
- جوش بارنت على موقع قاعدة بيانات المصارعة على الإنترنت (الإنجليزية)
- جوش بارنت على موقع IMDb (الإنجليزية)
- جوش بارنت على موقع قاعدة بيانات الفيلم (الإنجليزية)